# 아치 마요

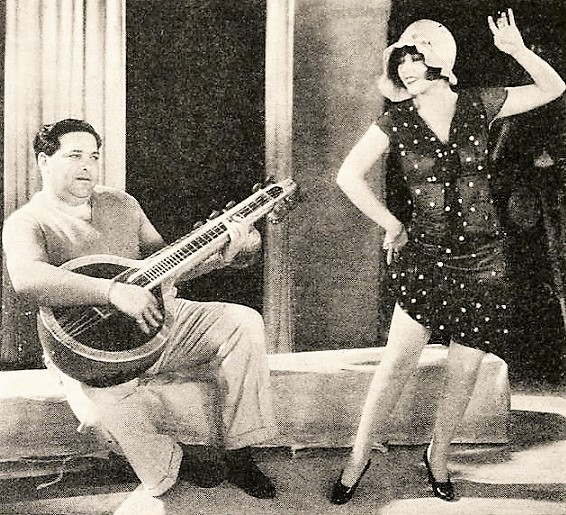

아치 메이오(Archibald Louis Mayo, 1891년 1월 29일 ~ 1968년 12월 4일)는 미국의 영화 감독, 연극 배우, 각본가, 영화배우이다.
뉴욕에서 태어났으며 과달라하라에서 사망하였다. 사인은 암이다. 할리우드 포에버 공동묘지에 매장되었다.

## 영화
- 카사블랑카에서의 하룻밤 (1946년)
- 크래쉬 다이브 (1943년)
- 문타이드 (1942년)
- 오케스트라 와이브즈 (1942년)
- 그레이트 아메리칸 브로드캐스트 (1941년)
- 찰리의 이모 (1941년)
- 마르코 폴로의 모험 (1938년)
- 고 인투 유어 댄스 (1935년)
- 지옥의 시장 (1933년)
- 나이트 애프터 나이트 (1932년)
- 도어웨이 투 헬 (1930년)